# کریستین کنراد اشپرنگل

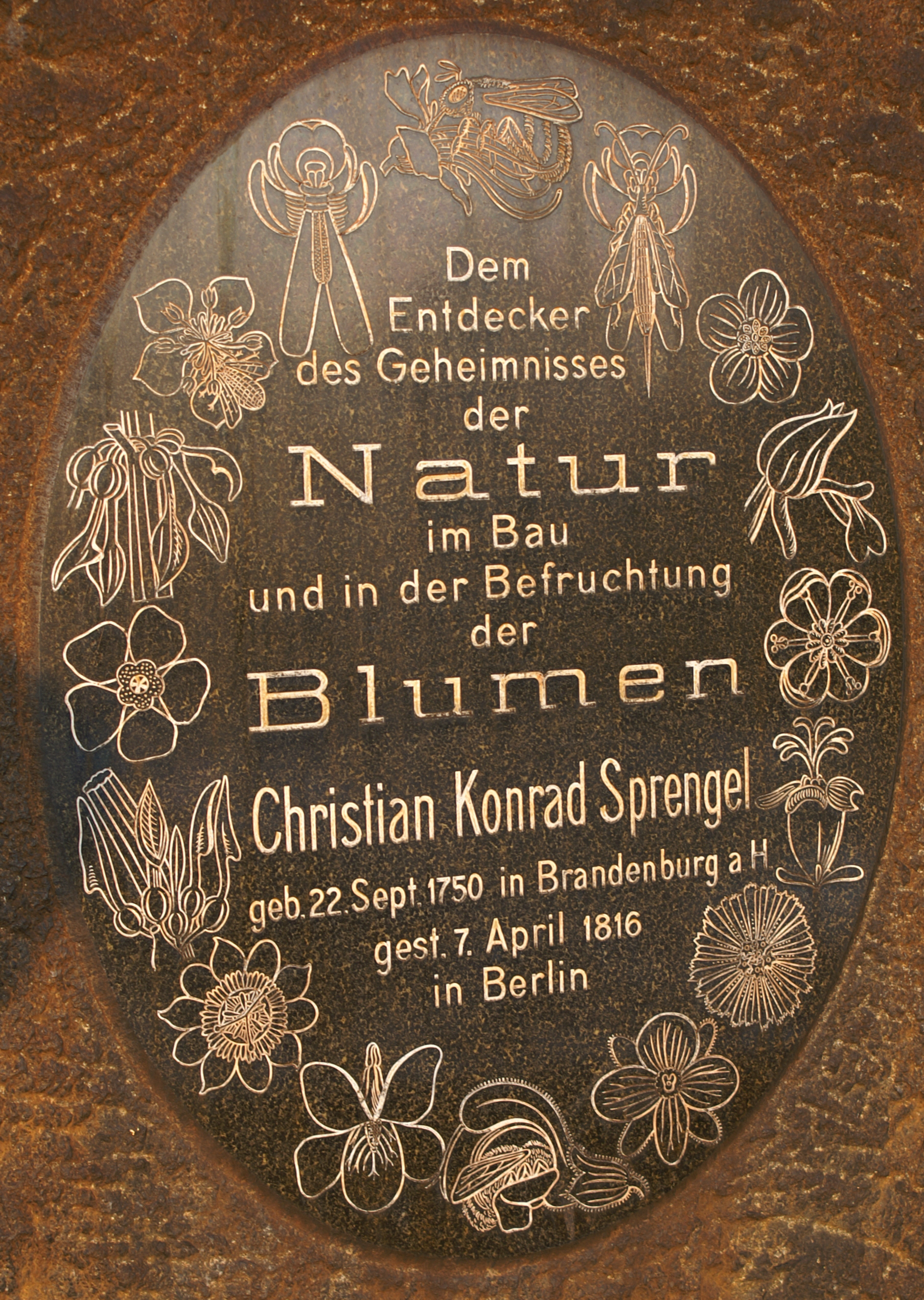
طرح یادبود کوچکی که به پاس کارهای پیش‌گامانهٔ اشپرنگل طراحی شده در باغ گیاه‌شناسی برلین.

کریستین کنراد اشپرنگل، (به آلمانی: Christian Konrad Sprengel)، (۲۲ سپتامبر ۱۷۵۰–۷ آوریل ۱۸۱۶) یزدان‌شناس و آموزگار آلمانی، و مهمتر از همه، یک طبیعت‌دان گیاه‌شناس بود. شهرت او بیشتر برای پژوهش‌های او پیرامون شناخت چبود تمایلات جنسی گیاهی و ساختار زایشی گیاهان است.
اشپرنگل در برندنبورگ آن در هاول در مارگراویت براندنبورگ متولد شد. او یزدان‌شناسی را در دانشگاه هاله-ویتنبرگ فرا گرفت. در سال ۱۷۷۴ به عنوان یک معلم در برلین به تدریس پرداخت. پس از سال ۱۷۸۷، اشپرنگل پژوهش‌های گسترده و قابل توجهی در گرده‌افشانی در گیاهان و تعامل بین گل‌ها و حشره‌های بازدید کنندهٔ آن‌ها؛ در آنچه که او بعدها آن را یک سندرم گرده‌افشانی نامید انجام داد. او با انتشار یافته‌های خود در کتاب «کشف راز طبیعت در ساختار و بارور سازی گل‌ها» (برلین ۱۷۹۳)، یکی از بنیان‌گذاران شناخته‌شدن بوم‌شناسی گرده‌افشانی به عنوان یک رشتهٔ علمی گردید؛ هرچند که او در زمان زنده‌بودنش مورد قدردانی و تحسین ناچیزی قرار گرفت و در آغاز این کتاب مورد پذیرش تاریخ طبیعی‌دانان قرار نگرفت و رد شد. کریستین اشپرنگل همراه با یکی از پیشینیان خود، یوزف گوتلیب کهلرویتر، هنوز هم نویسندهٔ برتر کلاسیک در این زمینه‌است.

## شناسایی در دوران زندگی
در دوران زندگی، کارهای ارزشمند او نادیده گرفته‌می‌شد، نه تنها به این خاطر که بسیاری از معاصرانش ارتباط گل‌ها را با عملکرد جنسی عنوانی زشت و ناپسند می‌دانستند، بلکه به نظر می‌رسد که آن‌ها اهمیت ماندگار یافته‌های او را بر روی جنبه‌های انتخاب و فرگشت درنیافته بودند. تا زمانی که کتاب چارلز داروین در (لندن ۱۸۶۲)، در بارهٔ «باروری گل‌های ارکیده» انتشار یافت، بوم‌شناسی گل یک «علم مناسب» در نظر گرفته نمی‌شده‌است. داروین خود در نظریهٔ انتخاب طبیعی، از این کارِ علمی در پردایش نظریهٔ هم‌فرگشتی، که شامل تجزیه و تحلیل تکاملی از گل‌ها و حشراتِ گرده‌افشان است استفاده کرده‌است.
کریستین کنراد اشپرنگل در برلین درگذشت. آرامگاه او در برلین در «ایندوالیدز» یکی از قدیمی‌ترین گورستان‌های این شهر است.